# Міжнародна конвенція про захист усіх осіб від насильницьких зникнень
Міжнаро́дна конве́нція про за́хист усі́х осі́б від наси́льницьких зни́кнень — конвенція ООН, прийнята в 2006 році. Набрала чинності 23 грудня 2010 року, через 30 днів після того, як число країн-учасниць досягло 20.

## Загальні положення
Метою конвенції є захист від насильницьких зникнень, котрі визначається в статті 2 наступним чином:

арешт, затримання, викрадення чи позбавлення волі в будь-якій іншій формі представниками держави чи особами або групами осіб, які діють з дозволу, за підтримки чи за згодою держави, при подальшій відмові визнати факт позбавлення волі або приховування даних про долю чи місцезнаходження зниклої особи, унаслідок чого цю особу залишено без захисту закону.

У статті 1 конвенції також говориться:
Жодні виключні обставини, якими б вони не були, чи то стан війни або загроза війни, внутрішня політична нестабільність чи інший надзвичайний стан, не можуть слугувати виправданням насильницького зникнення.

## Комітет з насильницьких зникнень
Для контролю за виконанням конвенції повинен бути створений Комітет з насильницьких зникнень у складі десяти експертів, які обираються на чотири роки з можливість однократного переобрання.
До функцій комітету належать:
- розгляд доповідей, котрі кожна держава-учасниця повинна подати упродовж двох років з моменту набрання чинності Конвенції для цієї країни (стаття 29);
- надіслання рекомендацій державам-учасницям для виявлення та захисту зниклих осіб (стаття 30);
- розгляд повідомлень про порушення Конвенції державою-учасницею, які надійшли від приватних осіб або інших держав-учасниць (статті 31, 32);
- відвідування держав-учасниць з їх дозволу за наявності відомостей про вчинення цією державою дій, що завдають суттєвої шкоди положенням Конвенції (стаття 33);
- доведення питання про широку або систематичну практику насильницьких зникнень у будь-якій з держав-учасниць до відома Генеральної Асамблеї ООН (стаття 34);
- подання щорічної доповіді про свою роботу (стаття 36).

## Список приміток
1. ↑  United Nations General Assembly, Session 61, Document 53. Report of the Human Rights Council — First and second special sessions A/61/53 [Архівовано 5 березня 2016 у Wayback Machine.], page 13.
2. ↑  International Convention for the Protection of All Persons from Enforced Disappearance (англ.). Збірник договорів ООН. Архів оригіналу за 19 липня 2019. Процитовано 12 жовтня 2016.
3. ↑  The Core International Human Rights Instruments and their monitoring bodies (англ.). ООН. Процитовано 22 серпня 2024.
4. ↑  Resolutions adopted by the General Assembly at its 61st session (англ.). Бібліотека імені Дага Гаммаршельда. Процитовано 22 серпня 2024.
5. ↑  International Convention for the Protection of All Persons from Enforced Disappearance : resolution / adopted by the General Assembly (англ.). Цифрова бібліотека ООН. Процитовано 22 серпня 2024.